# 4. октобар
4. октобар (4.10.) је 277. дан у години по грегоријанском календару (278. у преступној години). До краја године има још 88 дана.

## Догађаји
- 1209 — Немачки краљ Отон IV крунисан је за римско-немачког цара. Током три наредне године напао је Тоскану, Сицилију и јужну Италију, због чега га је папа Иноћентије II екскомуницирао.
- 1582 — Четврти октобар означен је као последњи дан Јулијанског календара у Папској држави, Шпанији и Португалији. Грегоријански календар ступио је на снагу наредног дана са датумом 15. октобар, а убрзо су га прихватиле готово све католичке државе. Краљевина Срба, Хрвата и Словенаца прихватила је тај календар за подручје Србије, Црне Горе и Македоније 19, односно 31. јануара 1919.
- 1853 — Турска је, уз подршку Уједињеног Краљевства и Француске, објавила рат Русији, пошто је Русија одбила да се повуче из подунавских кнежевина Влашке и Молдавије које је окупирала да би, како је образложила, заштитила православне поданике на територији Отоманског царства.
- 1865 — Пруски канцелар Ото фон Бизмарк и француски цар Наполеон III постигли су у Бијарицу споразум да Пруска преузме врховно вођство у Немачкој. Пет година касније избио је француско-пруски рат у којем је Наполеон III заробљен, а у Француској је 4. октобра 1870. поново успостављена република.
- 1878 — Први амбасадор Кине у САД Чен Лан Пин предао је акредитиве америчком председнику Радерфорду Хејзу.
- 1895 — Саграђена бањалучка гимназија
- 1918 — Борис III постао је цар Бугарске, пошто је његов отац Фердинанд I абдицирао. Године 1923. завео је диктатуру у земљи, а у Другом светском рату био је савезник нацистичке Немачке.
- 1944 — Распуштен је концентрациони логор на Бањици у Београду, који су немачке окупационе власти основале у јуну 1941. Према непотпуним подацима, кроз тај логор прошло је око 100.000 затвореника, од којих је око 80.000 убијено.
- 1945 — Основан Партизан.
- 1957 — Совјетски Савез је лансирао Спутњик-1, први вештачки Земљин сателит.
- 1965 — Папа Павле VI постао је први папа који је посетио САД и који се обратио народима света са говорнице УН у Њујорку, позивајући их на успостављање трајног и праведног мира у свету.
- 1974 — Американац Дејвид Кунст постао је први човек који је обишао свет пешице. На путовање дуго 23.250 километара он је кренуо 20. јуна 1970.
- 1977 — УН су прокламовале Општу декларацију о заштити животиња, а 4. октобар проглашен је Светским даном заштите животиња.
- 1992 — Влада Мозамбика и побуњеници потписали су мировни споразум, чиме је окончан 16-годишњи грађански рат у тој афричкој земљи.
- 1993 — Председник Русије Борис Јељцин употребио је тенкове да би заузео зграду парламента у коју су се забарикадирали посланици, пошто је 21. септембра распуштен парламент. Потпредседник Русије Александар Руцкој и лидери парламента предали су се војницима лојалним Јељцину после десеточасовног тенковског напада и погибије најмање 300 људи.
- 1999 — Командант усташког логора у Јасеновцу у Другом светском рату Динко Шакић осуђен је у Загребу на 20 година затвора. У том, највећем концентрационом логору у Југославији, убијено је неколико стотина хиљада људи, углавном Срба, Јевреја и Рома, као и хрватских антифашиста.
- 2000 — Уставни суд СР Југославије поништио је председничке изборе одржане 24. септембра на којима је кандидат опозиције Војислав Коштуница победио кандидата Социјалистичке партије Србије и дотадашњег председника Слободана Милошевића. На позив Демократске опозиције Србије да се 5. октобра окупе у протесту због тога испред Савезне скупштине, грађани из целе Србије кренули су према Београду пробијајући полицијске блокаде на путевима.
- 2001 — Руски авион Тупољев-154 који је из Израела летео за Москву пао је у Црно море погођен ракетом коју је грешком испалила украјинска војска на војној вежби. Погинуло је 78 путника и чланова посаде.
- 2009 — Навијач Фудбалског клуба Сарајево Ведран Пуљић (22) убијен је у Широком Бријегу из ватреног оружја пре утакмице између Широког Бријега и Сарајева. У њега је хицем из пиштоља пуцао бивши полицајац из Широког Бријега Оливер Кнезовић. Он је признао убиство и потом побегао из полицијске станице у Широком Бријегу, а потом је напустио Босну и Херцеговину и отишао у Загреб .

## Рођења
- 1847 — Драгомир Кранчевић, српски виолиниста и концертмајстор Пештанске опере. (прем. 1929)
- 1854 — Михајло Пупин, српски научник и проналазач. (прем. 1935)
- 1892 — Енгелберт Долфус, аустријски државник. (прем. 1934)
- 1892 — Аница Савић-Ребац, књижевница, историчарка филозофије, истраживачица хеленске културе, преводитељица, професорка Универзитета у Београду. (прем. 1953)
- 1895 — Бастер Китон, амерички глумац, комичар, редитељ, продуцент и сценариста. (прем. 1966)
- 1916 — Виталиј Гинзбург, руски физичар, добитник Нобелове награде за физику (2003). (прем. 2009)
- 1924 — Чарлтон Хестон, амерички глумац. (прем. 2008)
- 1928 — Милорад Екмечић, српски историчар, књижевник и академик. (прем. 2015)
- 1933 — Латинка Перовић, српска историчарка и политичарка. (прем. 2022)
- 1937 — Џеки Колинс, енглеска књижевница. (прем. 2015)
- 1941 — Ен Рајс, америчка књижевница. (прем. 2021)
- 1946 — Сузан Сарандон, америчка глумица.
- 1948 — Јован Колунџија, српски виолиниста.
- 1949 — Арманд Асанте, амерички глумац.
- 1949 — Јован Делић, главни је уредник Зборника Матице српске за књижевност и језик од 2000. године, редовни професор Филолошког факултета Универзитета у Београду и управник катедре за српску књижевност са јужнословенским књижевности.[1]
- 1953 — Чеки Карјо, француски глумац.
- 1953 — Андреас Фоленвајдер, швајцарски музичар.
- 1956 — Кристоф Валц, аустријско-немачки глумац и редитељ.
- 1965 — Драган Јовановић, српски глумац.
- 1967 — Ивица Момчиловић, српски фудбалер.
- 1967 — Лијев Шрајбер, амерички глумац, редитељ, сценариста и продуцент.
- 1973 — Алесандро Цан, италијански политичар и активиста
- 1975 — Кристијано Лукарели, италијански фудбалер и фудбалски тренер.
- 1976 — Данило Икодиновић, српски ватерполиста.
- 1976 — Мауро Каморанези, италијански фудбалер и фудбалски тренер.
- 1976 — Алиша Силверстон, америчка глумица.
- 1979 — Катрина Балф, ирска глумица и модел.
- 1979 — Рејчел Ли Кук, америчка глумица.
- 1980 — Томаш Росицки, чешки фудбалер.
- 1980 — Џејмс Џоунс, амерички кошаркаш.
- 1984 — Јелена Катина, руска музичарка.
- 1985 — Џанг Дан, кинеска клизачица.
- 1985 — Милан Лукач, српски фудбалски голман.
- 1988 — Дерик Роуз, амерички кошаркаш.[2]
- 1988 — Магдалена Рибарикова, словачка тенисерка.
- 1989 — Дакота Џонсон, америчка глумица и модел

## Смрти
- 1669 — Рембрант, холандски сликар. (рођ. 1606)
- 1747 — Амаро Парго, познати шпански корсар. (рођ. 1678)[3]
- 1970 — Џенис Џоплин, америчка певачица. (рођ. 1943)

## Празници и дани сећања
- 1830 — Белгија је постала независна држава, издвојивши се из Уједињеног Краљевства Холандије које је основано на Бечком конгресу 1815.
- 1957 — СССР је лансирао у орбиту око Земље први вештачки сателит, „Спутњик 1“.
- 1966 — Британска афричка колонија Басутоленд стекла је независност под називом Лесото.
- Светски дан животиња